# Passage Tomb von Clegnagh

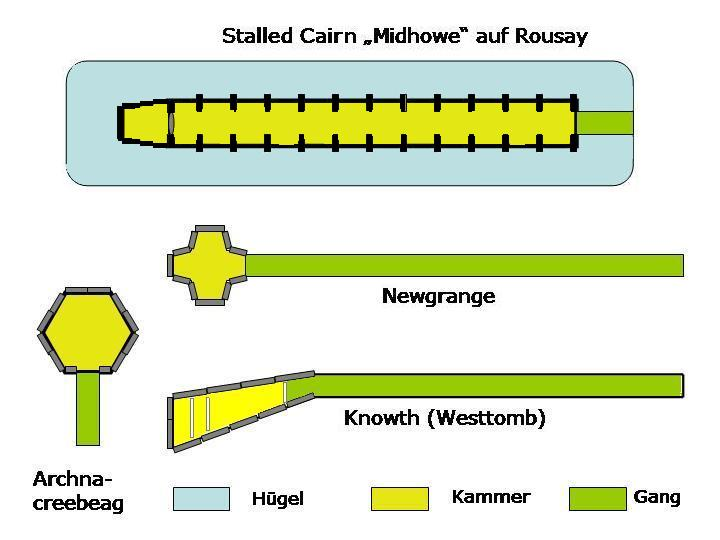
Schema der Passage Tombs

Das ganglose Passage Tomb von Clegnagh liegt westlich von Ballintoy bei Ballycastle über der White Park Bay im County Antrim in Nordirland.
Es wird als „passage-less“ Passage Tomb (deutsch „gangloses Ganggrab“) eingestuft. In dieser Hinsicht ist es den Anlagen von Moneydig im County Londonderry und den Craigs, Craigs Lower und dem 500 m entfernten Lemnagh Beg, alle im County Antrim, ähnlich.
Mehr als die Hälfte der Randsteine ist in den Steinbruch gefallen. Das Clegnagh ist eines der Küsten-Passage-Tombs im Bezirk Moyle. Die kleine Megalithanlage sitzt auf einem Kamm neben einem Steinbruch. Es hat eine Kammer mit zwei weniger als einen Meter hohen Portalsteinen und Trockenmauerwerk an der Rückseite. Es wird von einem dicken pyramidalen Deckstein bedeckt. Drei große Basaltsteine im Süden können Reste eines Randsteinkreises sein. Die Lage am Steinbruchrand kann dazu geführt haben, dass der Gang entfernt wurde.
Clegnagh ist ein Scheduled Historic Monument. Etwa einen Kilometer östlich liegt das Passage Tomb von Magheraboy.